# Steeler (banda alemana)
Steeler fue una banda alemana de heavy metal fundada en 1981, proveniente de la ciudad de Bochum. La agrupación permaneció activa entre 1984 y 1988. La formación original consistía de Peter Burtz como cantante, Axel Rudi Pell y Tom Eder en guitarras, Volker Krawczak en el bajo y Jan Yildiral en la batería. El nombre de la banda fue tomado de la canción "Steeler" de Judas Priest.
La agrupación publicó dos álbumes de estudio con esta alineación, Steeler de 1984 y Rulin' the Earth de 1985. Ese mismo año Krawczak fue reemplazado por Roland Hag. Esta nueva alineación publicó dos discos más, Strike Back y Undercover Animal antes de su separación definitiva. Pell continuó su carrera como solista junto al bajista Volker Krawczak.

## Miembros
- Peter Burtz – Voz (1981–1988)
- Axel Rudi Pell – Guitarra (1981–1988)
- Tom Eder – Guitarra (1981–1988)
- Volker Krawczak – Bajo (1981–1985)
- Roland Hag – Bajo (1985–1988)
- Jan Yildiral – Batería (1981–1988)

## Discografía
- Steeler (1984)
- Rulin' the Earth (1985)
- Strike Back (1986)
- Undercover Animal (1988)